# United States Army Air Forces

Logo van de United States Army Air Forces

De United States Army Air Forces (USAAF) was de luchtmachtafdeling van het leger van de Verenigde Staten tijdens en kort na de Tweede Wereldoorlog. Het was de directe voorloper van de United States Air Force. Op het hoogtepunt, in 1944, telde de USAAF 2,4 miljoen manschappen, 80.000 vliegtuigen en 783 vliegvelden.
De USAAF ontstond in 1941 uit de Air Corps. Terwijl andere landen hun luchtmacht los hadden staan van het leger, bleef de USAAF onderdeel van het Amerikaanse leger.